# Fabio Basile
Pour les articles homonymes, voir Basile.

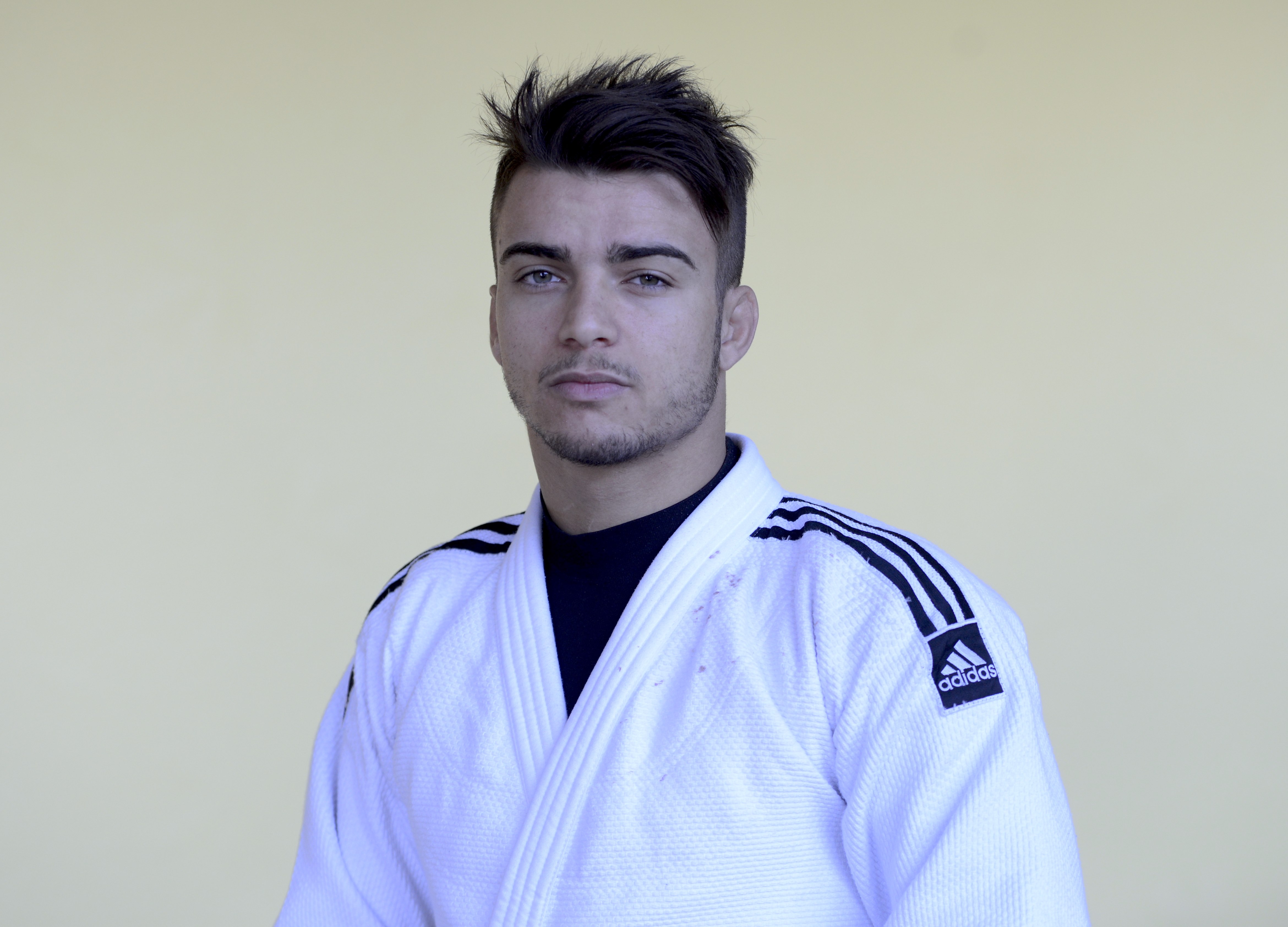
Fabio Basile, le 24 septembre 2016 à Dijon.

Fabio Basile (né le 7 octobre 1994 à Rivoli) est un judoka italien. Il a remporté la médaille d'or en moins de 66 kg lors des Jeux olympiques de 2016 à Rio de Janeiro, ce qui représente la 200e médaille d'or italienne.
Gradé de l'Esercito italiano, dont il fait partie du groupe sportif depuis 2013, il vante une médaille de bronze aux Jeux méditerranéens de 2013 à Mersin dans la catégorie des 60 kg et le même résultat lors des Championnats d'Europe jeunesse de Bucarest de la même année. Troisième lors des Championnats d'Europe 2016 à Kazan, il est tardivement sélectionné pour les Jeux olympiques, le directeur technique italien du judo pensant davantage à lui comme un judoka pour ceux de 2020. Contre le favori An Baul, il gagne par ippon au bout de 84 s de la rencontre et remporte le premier titre olympique italien de 2016.
En février 2017 il participe à la 12e saison de Ballando con le stelle. 
En septembre 2018 il participe à la 3e saison de Grande Fratello VIP. 